# Bilje
Bilje (mađarski: Bellye) je općina u Hrvatskoj. Smještena je u Osječko-baranjskoj županiji, 5 km od Osijeka i Drave.

## Zemljopis
- Površina: 344 km²
- Poljoprivredne površine: 8066 ha
- Šumske površine: 25.356 ha
- Naselja: Bilje, Kopačevo, Kozjak, Lug, Podunavlje, Tikveš, Vardarac, Zlatna Greda.
- Stepska Livada – na području Općine Bilje nalaze se jedini ostatci stepske livade na području RH.

## Stanovništvo
- Broj stanovnika (popis 2021.): 4771
- Broj kućanstava: 1800
- Broj naselja: 8

Po popisu stanovništva iz 2021. godine, općina Bilje imala je 4771 stanovnika, raspoređenih u 8 naselja:
- Bilje – 3159
- Kopačevo – 467
- Kozjak – 21
- Lug – 599
- Podunavlje – 1
- Tikveš – 15
- Vardarac – 504
- Zlatna Greda – 5

### Nacionalni sastav, 2001.
- Hrvati – 3020 (55,11 %)
- Mađari – 1921 (35,05 %)
- Srbi – 246 (4,49 %)
- Romi – 62 (1,13 %)
- Nijemci – 59 (1,08 %)
- Slovenci – 13 (0,24 %)
- Bošnjaci – 10 (0,18 %)
- Crnogorci – 5 (0,09 %)
- Poljaci – 5 (0,09 %)
- Makedonci – 4
- Rumunji – 4
- Rusini – 4
- Slovaci – 4
- Talijani – 2
- Bugari – 1
- Česi – 1
- Ukrajinci – 1
- ostali – 5 (0,09 %)
- neopredijeljeni – 104 (1,90 %)
- nepoznato – 9 (0,16 %)

| broj stanovnika | 4710  | 4982  | 5047  | 5099  | 5259  | 5238  | 5141  | 4951  | 6257  | 5693  | 6088  | 6023  | 5644  | 6455  | 5480  | 5642  | 4772  |
|                 | 1857. | 1869. | 1880. | 1890. | 1900. | 1910. | 1921. | 1931. | 1948. | 1953. | 1961. | 1971. | 1981. | 1991. | 2001. | 2011. | 2021. |

| broj stanovnika | 1232  | 1242  | 1227  | 1265  | 1138  | 1108  | 3443  | 1174  | 1104  | 1230  | 1595  | 1845  | 2489  | 3571  | 3224  | 3613  | 3163  |
|                 | 1857. | 1869. | 1880. | 1890. | 1900. | 1910. | 1921. | 1931. | 1948. | 1953. | 1961. | 1971. | 1981. | 1991. | 2001. | 2011. | 2021. |

## Povijest
Do teritorijalne reorganizacije u Hrvatskoj nalazilo se u sastavu stare općine Beli Manastir.

## Poznate osobe
- Tomo Bagarić, pučki pjesnik i pjevač[4]
- Ács Gedeon, župnik, borac za slobodu, pisac
- Josip Mitterpacher, matematički, filozofski i teološki liječnik, profesor
- Ljudevit Mitterpacher, znanstvenik, pionir u poljoprivrednoj znanosti
- Mario Romulić, fotograf čije su fotografije obišle svijet[5]
- Vedran Strmečki, pisac, fotograf i glazbenik

## Spomenici i znamenitosti
- Dvorac Eugena Savoyskog
- Kopački rit

## Kultura

### Folklorno stvaralaštvo
- Folklorna skupina Bilje (free-os.t-com.hr/FolklornaSkupinaBilje/index.html)

## Šport
- HNK Bilje
- ŠRD "Karas"-Bilje
- VK "Biljsko jezero"
- ŽOK "Bilje"

## Vanjske poveznice
- Službene stranice Općine Bilje
- Turistička zajednica Općine Bilje